# 홍준기 (1994년)
홍준기(1994년 1월 31일 ~ )는 대한민국의 뮤지컬 배우다.

## 방송
- 팬텀싱어 4 (2023) - Top24(22위)

## 공연
- 흔해빠진 일 (2020)
- 별 하나 애 - 예주 (2021)
- 이상한 나라의 아빠 (2022)
- 제16회 대구국제뮤지컬페스티벌 - 산들 (2022)
- 웨스트 사이드 스토리 (2022)
- 앤 (2023)
- 월하가요 - 강릉 (2023)